# Mahmoud Messadi
Mahmoud Messadi (arabe : محمود المسعدي), également orthographié Mahmoud Messaâdi, né le 28 janvier 1911 à Tazarka et mort le 16 décembre 2004 à La Marsa, est un universitaire, écrivain et homme d'État tunisien. Il est souvent considéré comme l'un des grands auteurs de la littérature arabe contemporaine.

## Biographie

### Jeunesse et formation
Né à Tazarka, dans l'actuel gouvernorat de Nabeul, Mahmoud Messadi étudie à Tunis de 1926 à 1933 puis effectue des études de langue arabe et de lettres françaises à la Sorbonne de 1933 à 1936 ; il ne parvient jamais à soutenir sa thèse de doctorat, Essai sur le rythme dans la prose rimée arabe, en raison de ses activités et la fait finalement publier en 1981 puis, une fois traduite en arabe et approfondie, en 1996.
En 1947, il obtient une agrégation en langue, littérature et civilisation arabes.

### Engagements politiques
Sous le régime du protectorat français, Messadi lutte contre les injustices qui accablent ses concitoyens en adhérant au Néo-Destour en 1934, puis à l'Union générale tunisienne du travail dont il est secrétaire général de 1948 à 1953. Il est également rédacteur en chef de la revue Al Mabâhith de 1943 à 1947.
Après l'indépendance, il occupe le poste de secrétaire d'État (ministre) de l'Éducation nationale, du 6 mai 1958 au 24 octobre 1968. Il contribue à mettre en place un système éducatif moderne, bilingue et étendu à tout le territoire, installe la nouvelle université tunisienne et supprime les médersas traditionnelles. Messadi est ensuite nommé inspecteur général de l'enseignement, ministre d'État du 7 novembre 1969 au 12 juin 1970 puis ministre des Affaires culturelles du 30 novembre 1973 au 9 décembre 1976. Il fonde en 1975 la revue La vie culturelle. Il est également député à l'Assemblée nationale à partir de novembre 1959 et la préside de novembre 1981 à octobre 1987.

### Distinctions

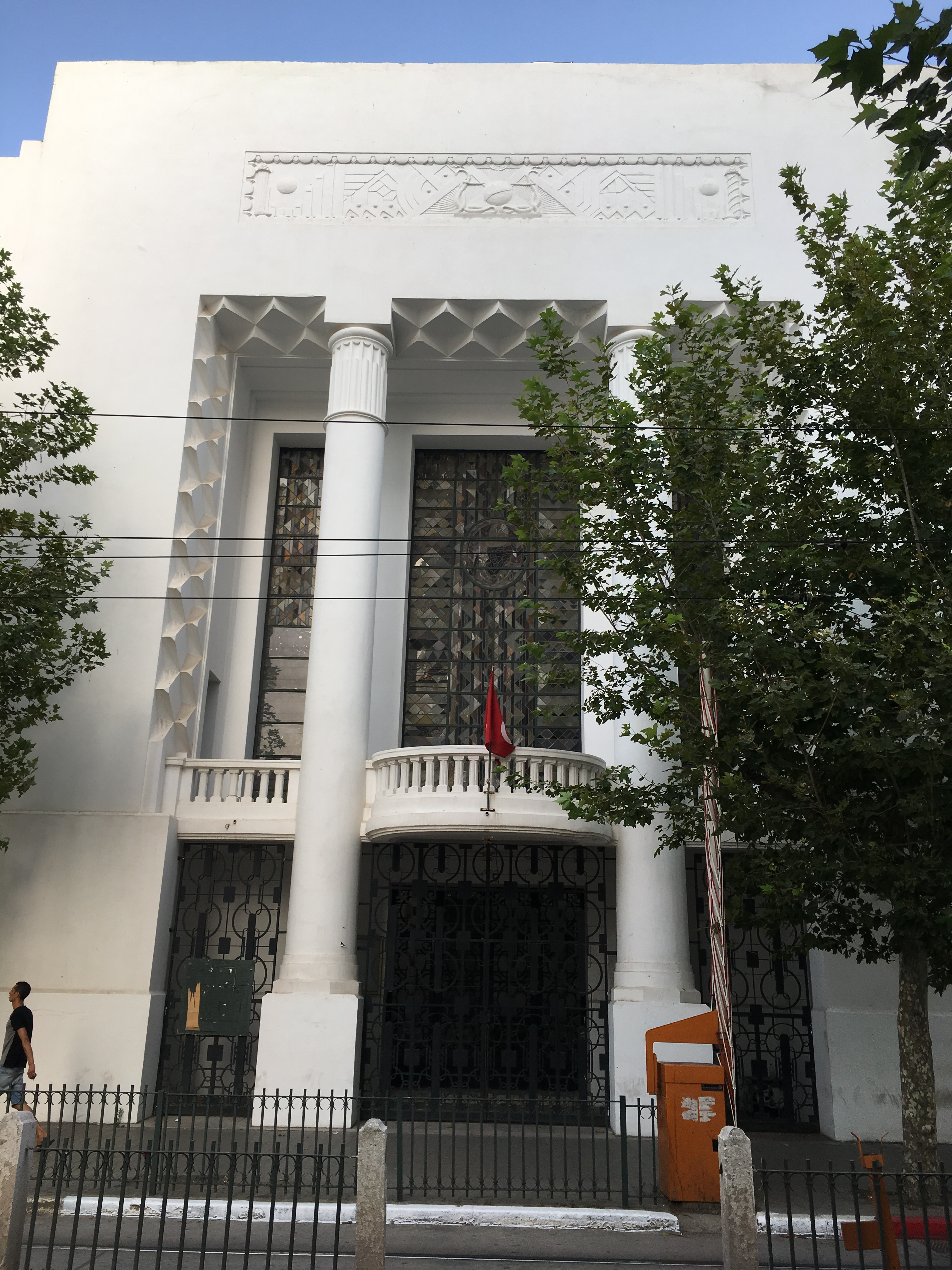
Centre culturel scolaire Mahmoud-Messadi à Tunis.

En 1968, il est décoré des insignes de grand cordon de l'Ordre de la République tunisienne. Il est par ailleurs membre du Conseil exécutif de l'Unesco (1974-1978, 1980-1985) et de l'Académie de langue arabe du Caire. En 1983, il est honoré de la grand croix de l'Ordre d'Isabelle la Catholique,. Il reçoit le Prix de la culture maghrébine en 1994. Le ministère de la Culture publie en 2003, sous la direction du professeur Mahmoud Tarchouna, ses œuvres complètes (Al’âmâlou’l’kâmilâ) en quatre volumes chez Sud Éditions. Il est également décoré des insignes du grand cordon de l'Ordre tunisien de l'Indépendance et de l'Ordre national du Mérite. 
Messadi meurt le 16 décembre 2004 à l'hôpital Mongi-Slim de La Marsa, à l'âge de 93 ans. L'Université de La Manouba le fait docteur honoris causa à titre posthume en 2006.
Le 20 octobre 2016, son nom est donné à un centre culturel au centre de Tunis. En 2019, il est désigné, à titre posthume par le comité d’organisation de la cinquième édition du Prix Katara pour le roman arabe, comme la personnalité littéraire de l’année.

## Publications
Le plus connu de ses ouvrages est Essoud (Le Barrage), une pièce dramatique et philosophique en huit actes dont l'étude est encore programmée en classe terminale ; cette méditation existentialiste a en revanche été boudée au Machrek par les conservateurs qui l'accusent d'être « impie ». Dans Haddathâ Abou Houraïrata qâl (ar) (Ainsi parlait Abou Houraïra), récit philosophique en 22 discours, il brosse le portrait d'Abu Huraira en « défroqué, amateur de lupanars, de cérémonies païennes et érotiques ».
| Publication | Translittération                  | Titre français              | Traduction(s)                   |
| ----------- | --------------------------------- | --------------------------- | ------------------------------- |
| 1955        | Essoud                            | Le Barrage                  | (fr) 1981, 1997, 1999 (de) 2007 |
| 1972        | Thoumma âla enfirad               | Thoumma en isolement        |                                 |
| 1973        | Haddathâ Abou Houraïrata qâl (ar) | Ainsi parlait Abou Houraïra | (fr) 1996 (de) 2009             |
| 1974        | Mawlidou’ Nissiâne                | Naissance de l'oubli        | (fr) 1993 (de) 2008             |
| 1979        | Tâssilân likiâne                  | Enracinement d'un être      |                                 |
| 2002        | Min Ayâmi Imrâne                  | Jours d'Imrâne              |                                 |

Il a également rédigé les nouvelles Almoussâfir (Le Voyageur) et Sindabad wa’tahârâ (Sindabad et la pureté), traduites par Messadi lui-même en 1960, ainsi que la pièce de théâtre en un acte, Bi Dhahar Kairouan.
En outre, il a écrit certaines publications scientifiques en rapport avec l'éducation en Tunisie et la littérature arabe dont :
- Nouvelle conception de l'enseignement en Tunisie : une récente réalisation du gouvernement Bourguiba, 1958-1959, Tunis, Ministère de l'Éducation nationale, 1958
- (en) « Education: Present and Future », Prospects: Quarterly Review of Comparative Education, vol. 2, no 3,‎ 1972, p. 259-273
- « Le dit de la quête vaine de l'Invisible », Europe, vol. 65, no 702,‎ 1987, p. 83